# Randhia
Randhia fou un estat tributari protegit a l'agència de Kathiawar, prant de Gohelwar, presidència de Bombai. La capital era Randhia a uns 30 km al sud-oest de Babra. Tenia una superfície de 8 km² i una població el 1881 de 539 habitants. Estava format per un sol poble i el propietari-tributari era un musulmà sayyid.